# Maja (Maja)
Maja is een bestuurslaag in het regentschap Lebak van de provincie Banten, Indonesië. Maja telt 5289 inwoners (volkstelling 2010).